# 半田キャスティング
株式会社半田キャスティングは愛知県半田市にあるフォークリフト用カウンターウエイト製造業者である。

## 沿革
- 2007年2月 - 設立。
- 2008年6月 - 稼動。